# Emblyna scotta
Emblyna scotta là một loài nhện trong họ Dictynidae.
Loài này thuộc chi Emblyna. Emblyna scotta được Ralph Vary Chamberlin miêu tả năm 1948.